# Stocznia Modlińska

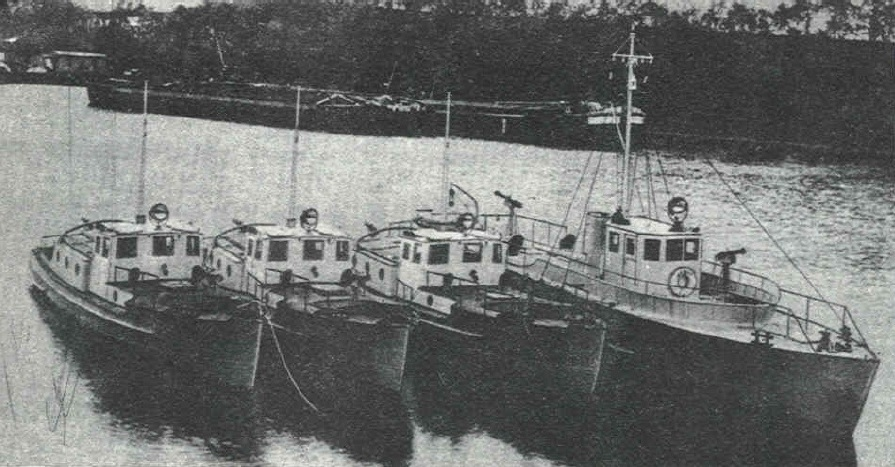
Patrouillenboote der Modliner Werft

Die Stocznia Modlińska war eine polnische Binnenwerft in Modlin, die von 1928 bis zum Zweiten Weltkrieg bestand. Bekannt wurde sie durch den Bau von Schiffen für die polnische Marine in den 1930er Jahren.

## Geschichte

### Vorgeschichte
Die Werft wurde im Flusshafen Narew der Festung Modlin während der russischen Herrschaft Mitte des 19. Jahrhunderts errichtet und diente zunächst als Reparaturwerkstatt für die Schiffe der Festung. Hafen und Werft lagen nur wenige Meter vor dem Zusammenfluss von Narew und Weichsel; etwa 30 Kilometer nordwestlich von Warschau und ca. 300 Kilometer von der Ostsee entfernt.
Nach Wiedererlangung der polnischen Unabhängigkeit 1918 wurden die ersten Einheiten der polnischen Marine in Modlin gebildet, der dortige Hafen wurde der erste Kriegshafen der Marine. Eine Reparaturwerkstatt für Schiffe gab es bereits länger und für die Versorgung der Festung per Schiff wurden die Kapazitäten allmählich ausgebaut. Die Werft diente den Streitkräften als Basis, auf der neben Reparaturen auch Umbauten durchgeführt wurden. So hatte die Marine das ehemals deutsche Boot M-52 erhalten, das sie 1922 in Modlin zum Taucherschiff ORP Nurek umbauen ließ. Erst 1936 wurde es vom gleichnamigen Neubau ORP Nurek abgelöst und am 1. Dezember 1936 aus der Liste der Kriegsschiffe gestrichen. 1926 baute die Werft einen Raddampfer als Fährschiff für das polnische Verkehrsministerium mit ca. 180 Tonnen und einer Länge von 27 Metern.

### Gründung und Entwicklung

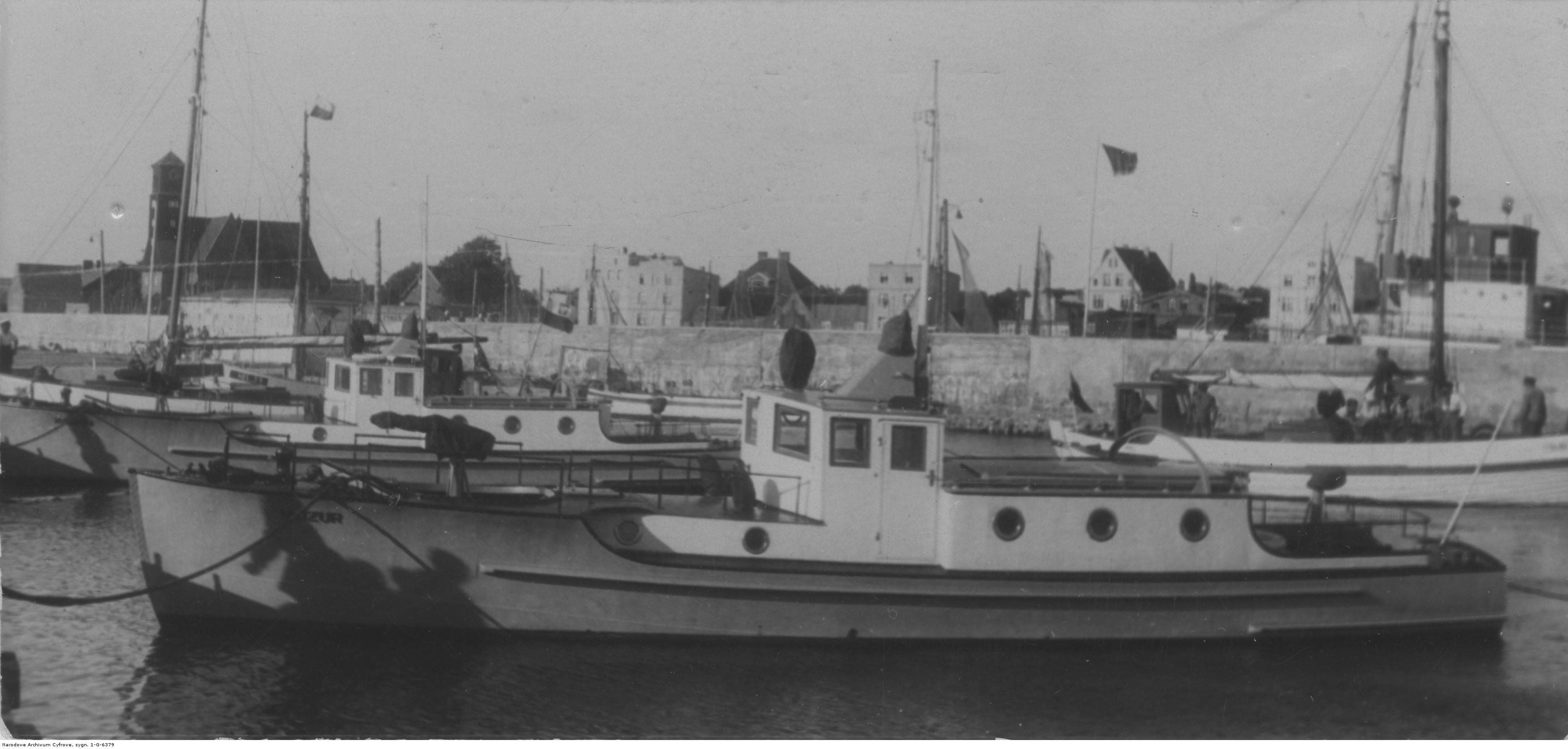
Patrouillenboot Mazur

Einen bedeutenden Impuls erhielt die Werft 1928. Nachdem die Einheiten der Marineflottille am 1. März 1928 nach Pinsk verlegt worden waren, wurde der Marinehafen in Modlin aufgelöst, die bisherige Zentralwerkstatt wurde in die Stocznia Modlińska, die Modliner Werft, umgewandelt und dem im gleichen Monat gebildeten Staatskonzern Państwowe Zakłady Inżynierii (PZInż) zugeordnet. Dieser wurde am 19. März 1928 aus mehreren staatlichen Fabriken und Instituten gebildet und wurde zum wichtigsten Hersteller von militärischen und zivilen Fahrzeugen Polens. Die Modliner Werft blieb die einzige Werft des Konzerns.

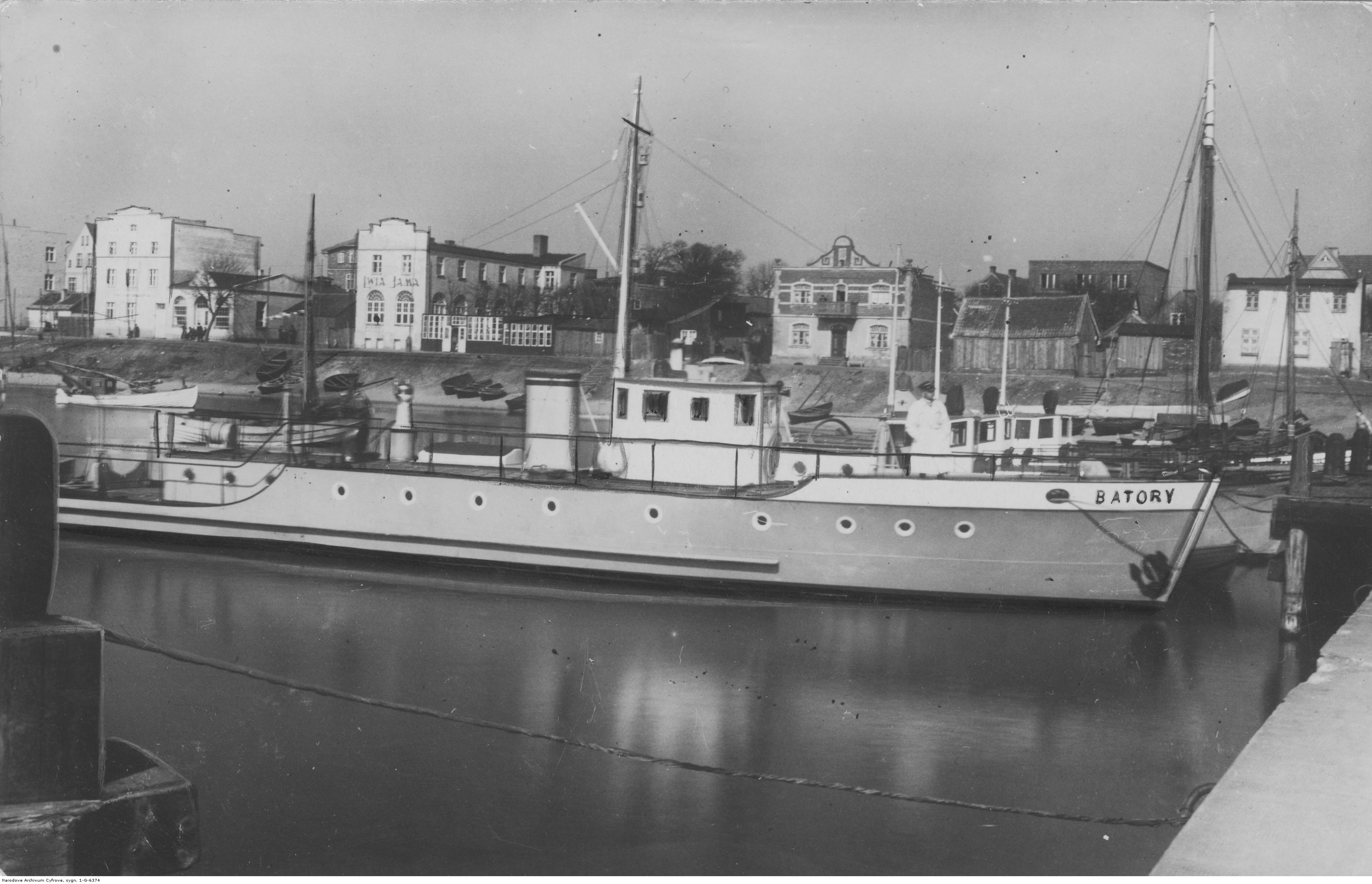
Patrouillenboot Batory

Die Werft baute Binnenschiffe und wenige kleinere Seeschiffe. Für den Antrieb der Schiffe wurden Motoren von unterschiedlichen Herstellern zugekauft – so Ursus-Lizenzbauten von Nohab-Motoren, Kermath, Beardmore oder Maybach. Zur Geschichte der Werft liegen nur selektiv Informationen vor: Während Daten zu Schiffsbauten für den polnischen Zoll und die polnische Marine gut überliefert sind, liegen zu zivilen Reparatur- oder Neubauaufträgen lediglich Fotodokumente und zur Unternehmensgeschichte nur vereinzelte Informationen vor. 
Für die polnische Marine bekam die Werft eine besondere Bedeutung, da nach dem Bau der vier Patrouillenboote Mazur, Kaszub, Ślązak und der etwas größeren Batory für die polnische Grenzwache 1932 die polnische Marine auf die Werft zukam.

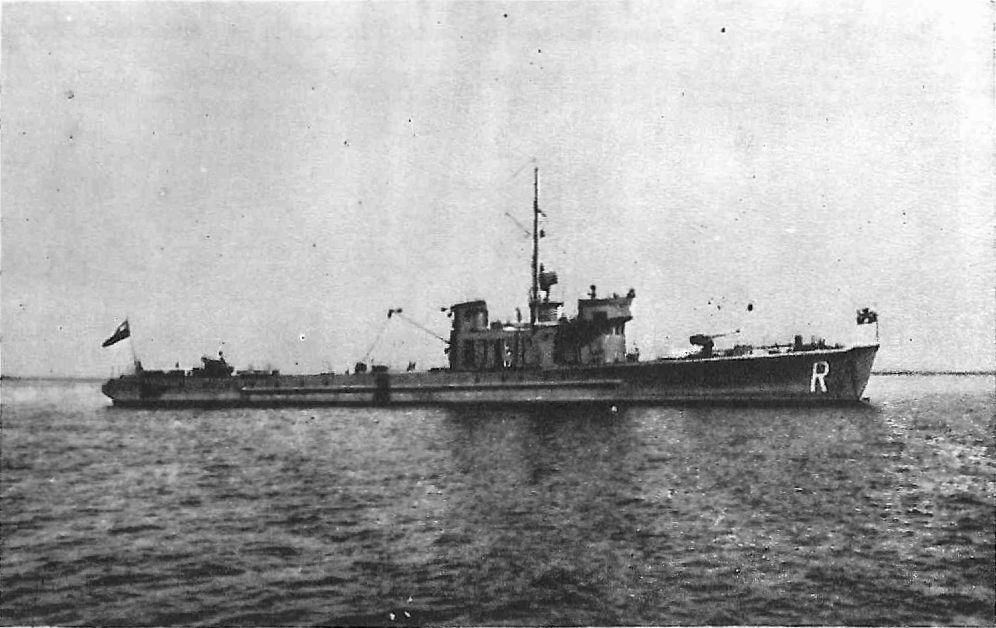
Minensuchboot ORP Rybitwa

Angesichts der Weltwirtschaftskrise beabsichtigte die Marine, als Ersatz für die vier ehemals deutschen Minensuchboote Czajka (ex FM 2), Jaskółka (ex FM 27), Mewa (ex FM 28) sowie Rybitwa (ex FM 31) vier neue Minensuchboote in Polen bauen zu lassen. Da auf der Modliner Werft die erfahrensten Schiffbauingenieure des Landes arbeiteten, erhielt sie den Auftrag, die Entwürfe der neuen Jaskółka-Klasse zu liefern und ursprünglich auch, alle Boote zu bauen. Da die Werft allerdings nicht über die Kapazitäten verfügte, vier Minensuchboote gleichzeitig zu bauen, wurden die Aufträge und die Baupläne für zwei der Schiffe an Werften in Gdynia weitergegeben. 1935 lieferte sie beiden Minensuchboote Rybitwa und Czajka ab. Ein Jahr zuvor hatte die Werft Fluss-Monitor Nieuchwytny gebaut. Vor Kriegsbeginn lieferte sie im Juni 1939 noch das gepanzerte Wachboot KU-30 an die Marine ab.

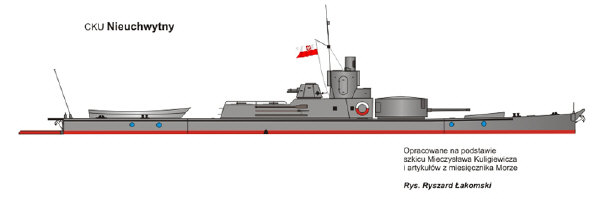
Monitor ORP Nieuchwytny

In diesen Jahren hatte sich die Werft zur größten Binnenwerft des Landes und zum größten Arbeitgeber in Modlin entwickelt. In den 1930er Jahren arbeiteten dort über 1000 Beschäftigte – eine Beschäftigtenzahl, die auf mehr als nur die Marineaufträge hinweist.

### Zweiter Weltkrieg und Ende der Werft
Im Zweiten Weltkrieg nutzte die deutsche Besatzungsmacht die Werft bis Ende 1944 weiter, ohne dass Einzelheiten zu Tätigkeiten, Schiffsreparaturen oder -neubauten vorliegen. Dokumentiert ist die Nutzung auch über die Biografie von Stanisław Sołdek, Namensgeber des ersten nach dem Zweiten Weltkrieg in Polen gebauten Schiffes, der Sołdek. Er arbeitete von 1931 bis 1940 auf der Stocznia Modlińska. Nachdem die im März 1945 dort zeitweise stationierte sowjetische Dnjepr-Flottille wieder abgerückt war, stellte sich heraus, dass die Ausrüstung der Werft abtransportiert worden war. Die Werft nahm ihren Betrieb danach nicht mehr auf.

## Bauliste (Auswahl)
| Ablieferung | Schiffsname | Schiffstyp           | Vermessung        | Abmessungen          | Auftraggeber                 | Anmerkungen |
| ----------- | ----------- | -------------------- | ----------------- | -------------------- | ---------------------------- | --- |
| 1926        | Przewoz II  | Passagier-Raddampfer | ca. 180 Tonnen    | 27,10 × 12,40 × 0,90 | Verkehrsministerium Warschau | August 1939 von poln. Armee, September 1939 von Wehrmacht übernommen, 1945 bei Blomberg versenkt, 1950 gehoben und als Wodnik in Dienst, 1968 abgewrackt.                                          |
| 1931        | Pilot II    | Lotsenboot           | 11 BRT            | 11,50 × 2,80 × 1,30  | Hafenverwaltung Danzig       | August 1939 poln. Marine, September versenkt, von Kriegsmarine gehoben, vorgesehen für Unternehmen Seelöwe, weiterer Verbleib unklar.                                                              |
| 1932        | Mazur       | Patrouillenboot      | ca. 17 Tonnen     | 13,50 × 2,80 × 0,80  | Polnische Grenzwache         | 1. September 1939 poln. Marine, 2. Oktober selbst versenkt, von Kriegsmarine gehoben, Verkehrsboot Rewa der Marineausrüstungsstelle Gotenhafen; 1947 Rückgabe.                                     |
| 1932        | Kaszub      | Patrouillenboot      | ca. 17 Tonnen     | 13,50 × 2,80 × 0,80  | Polnische Grenzwache         | Schwesterschiff der Mazur, 1. September 1939 poln. Marine, 2. Oktober selbst versenkt, von Kriegsmarine als Taucher 1 übernommen, 1945 brit. RN596; nach Rückgabe 1947 gesunken.                   |
| 1932        | Ślązak      | Patrouillenboot      | ca. 17 Tonnen     | 13,50 × 2,80 × 0,80  | Polnische Grenzwache         | Schwesterschiff der Mazur, 1. September 1939 selbst versenkt, von Kriegsmarine gehoben, als Spatz und Panther bei unterschiedl. Einheiten, 1945 brit. RN52, 1947 Rückgabe, 1961 abgewrackt.        |
| 1932        | Batory      | Patrouillenboot      | ca. 25 Tonnen     | 23,60 × 3,60 × 1,00  | Polnische Grenzwache         | 1. September 1939 poln. Marine, 1. Oktober 1939 Flucht nach Schweden und bis 1945 interniert, nach Rückkehr Patrouillenboot Hel 7, Listopada, Dzerzhinsky und KP-1; Seit 2009 Museumsobjekt.       |
| 1934        | Nieuchwytny | Fluss-Monitor        | 38,5 Tonnen       | 23,00 × 4,00 × 0,62  | Polnische Marine             | 9. September 1939 selbst versenkt, dt. Wachkutter Pionier, 1945 selbst versenkt, 1947 poln. Okon, 1957 außer Dienst.                                                                               |
| 1935        | Rybitwa     | Minensuchboot        | 203 Tonnen (max.) | 45,00 × 5,50 × 1,55  | Polnische Marine             | 2. Oktober 1939 selbst versenkt; gehoben, dt. Torpedofangboot Rixhöft und TFA 8; 1945 Deutscher Minenräumdienst, 1946 Rückgabe und als Schulschiff, Minensuchboot und Wachboot bis 1970 in Dienst. |
| 1935        | Czajka      | Minensuchboot        | 203 Tonnen (max.) | 45,00 × 5,50 × 1,55  | Polnische Marine             | 2. Oktober 1939 selbst versenkt; gehoben, dt. Torpedofangboot TFA 11; 1945 Deutscher Minenräumdienst, 1946 Rückgabe und als Schulschiff, Minensuchboot und Wachboot bis 1970 in Dienst.            |
| 1939        | KU-30       | gepanzertes Wachboot | 9 Tonnen          | 14,00 × 2,70 × 0,45  | Polnische Marine             | 28. September 1939 selbst versenkt; 1940 gehoben und nach Deutschland überführt, 1945 auf der Havel, Verbleib ungeklärt;                                                                           |